# Olophontosia geminata
Olophontosia geminata är en fjärilsart som beskrevs av M.Gaede 1930. Olophontosia geminata ingår i släktet Olophontosia och familjen tandspinnare. Inga underarter finns listade i Catalogue of Life.